# Танама
Танама е река в Азиатската част на Русия, Западен Сибир, Тюменска област, Ямало-Ненецки автономен окръг и Красноярски край, Таймирски (Долгано-Ненецки) автономен окръг, ляв (последен голям) приток на река Енисей. Дължината ѝ е 521 km, която ѝ отрежда 188-ото място по дължина сред реките на Русия.
Река Танама води началото си от малко езеро, разположено в северната част на Долноенисейското възвишение, на 61 m н.в., в североизточната част на Тюменска област, Ямало-Ненецкия автономен окръг. С изключение на първите 5 и последните 80 km от течението си, на протежение от над 430 km реката служи за административна граница между Тюменска област, Ямало-Ненецкия автономен окръг и Красноярски край, Таймирския (Долгано-Ненецки) автономен окръг. Река Танама тече в югоизточната част на големия Гидански полуостров, в крайната североизточна част на Западносибирската равнина по силно заблатени райони, като заобикаля от север Долноенисейското възвишение и го отделя от разположеното на север Гиданско възвишение (рус. Гыданская гряда). На около 80 km от устието си реката се разделя на ръкави, между които се формират по-големи и по-малки острови. Влива отляво в река Енисей (в протока Дерябински Енисей), на 0 m н.в., на 20 km на запад-северозапад от село Поликарповск, Таймирски (Долгано-Ненецки) автономен окръг, Красноярски край.
Водосборният басейн на Танама има площ от 13,1 хил. km2, което представлява 0,9% от водосборния басейн на река Енисей и обхваща северозападните части на Красноярски край и североизточните части на Тюменска област. Във водосборния басейн на реката има няколко хиляди малки езера.
Границите на водосборния басейн на реката са следните:
- на юг и север – водосборните басейни на малки леви притоци на Енисей;
- на югозапад, запад и северозапад – водосборните басейни на река Месояха и други по-малки, вливаща се в Тазовския и Гиданския заливи на Карско море.

Река Танама получава получава около 30 притока с дължина над 15 km, като 6 от тях са дължина над 100 km.
- 282 → Нгарка-Либонкатъяха 233 / 2020, Тюменска област, Ямало-Ненецки автономен окръг
- 248 → Яртояха 200 / 2680, Тюменска област, Ямало-Ненецки автономен окръг
- 224 ← Голяма Пякояха 130 / 1310, Красноярски край, Таймирски (Долгано-Ненецки) автономен окръг
- 38 ← Яра 277 / 4230, Красноярски край, Таймирски (Долгано-Ненецки) автономен окръг
- 31 → Голяма Нанереяха 137 / 890, Красноярски край, Таймирски (Долгано-Ненецки) автономен окръг
- 13 → Паютаяха 129 / 770, Красноярски край, Таймирски (Долгано-Ненецки) автономен окръг

Подхранването на реката е смесено, като преобладава снежното. Пълноводието е през юни и юли, а през зимата почти пълно отсъствие на водоток. Замръзва в средата на септември, а се размразява в края на май или началото на юни.
Река Танама протича през напълно безлюдни райони и по течението ѝ няма нито едно постоянно населено място.